# Ozoroa insignis
Ozoroa insignis là một loài thực vật có hoa trong họ Đào lộn hột. Loài này được Delile mô tả khoa học đầu tiên năm 1843.